# Borcová
Borcová – wieś i gmina (obec) w powiecie Turčianske Teplice, kraju żylińskim, w północno-centralnej Słowacji. Wieś lokowana w roku 1302. Znajduje się w Kotlinie Turczańskiej nad prawym brzegiem potoku Dolinka.

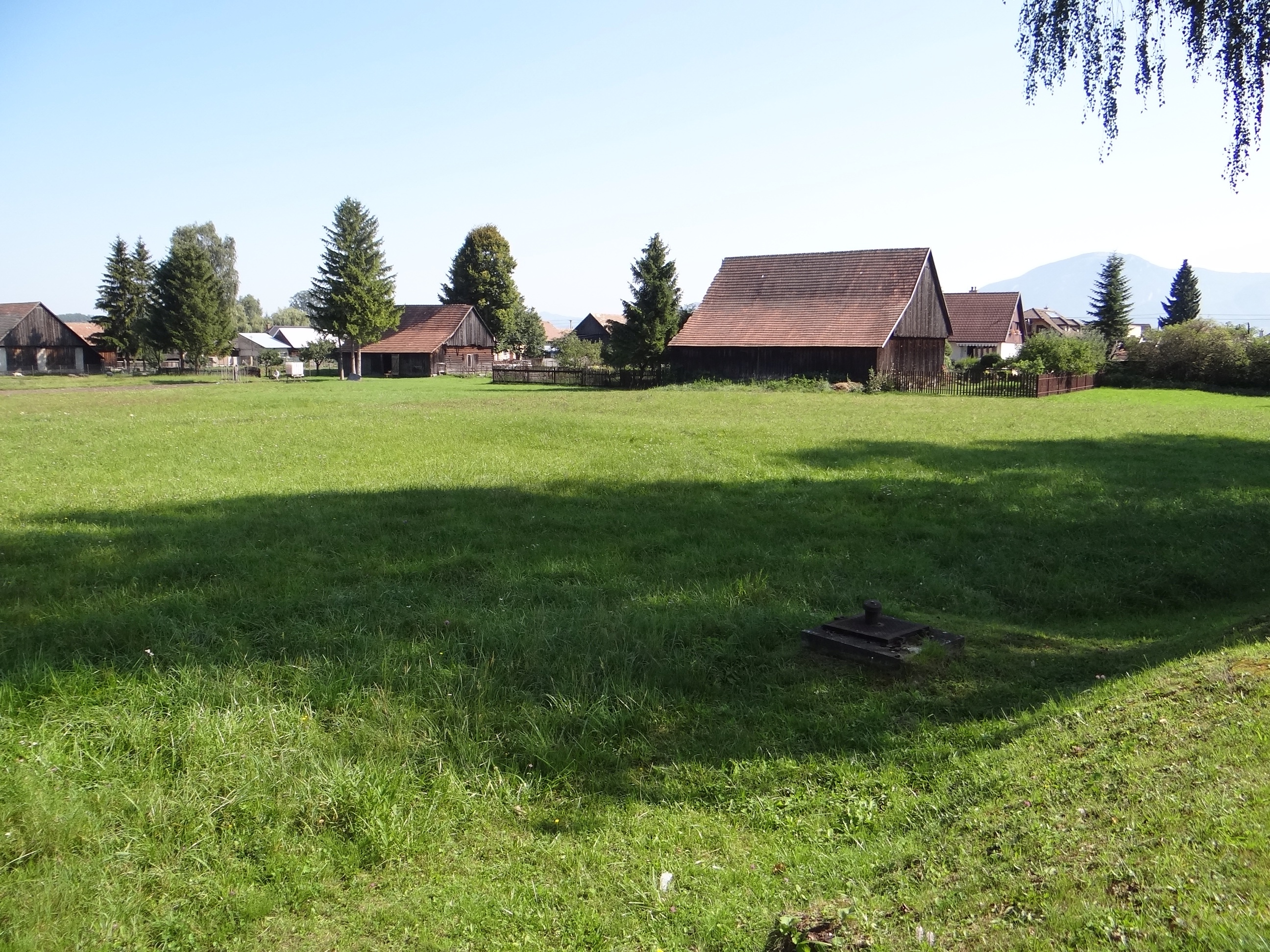
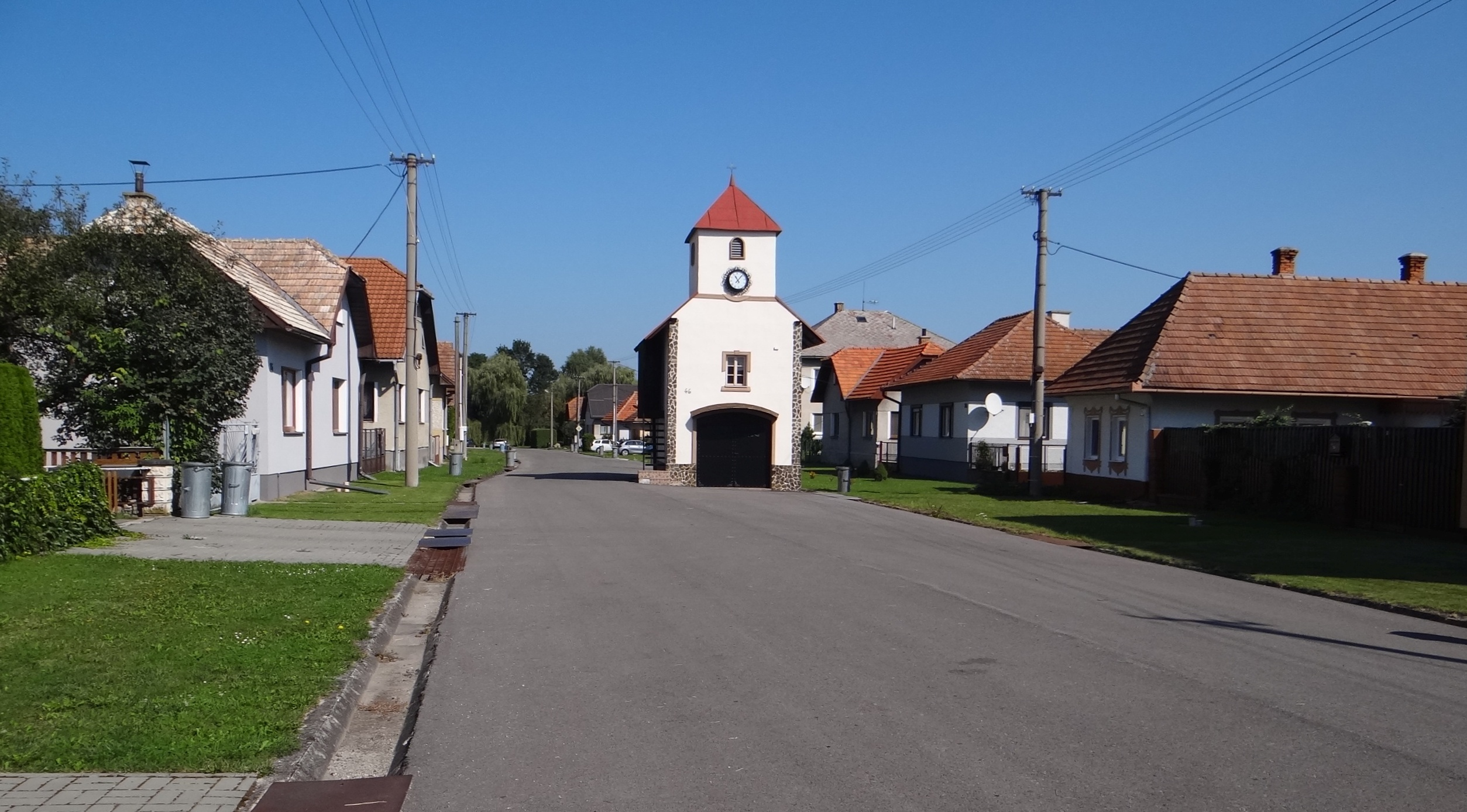
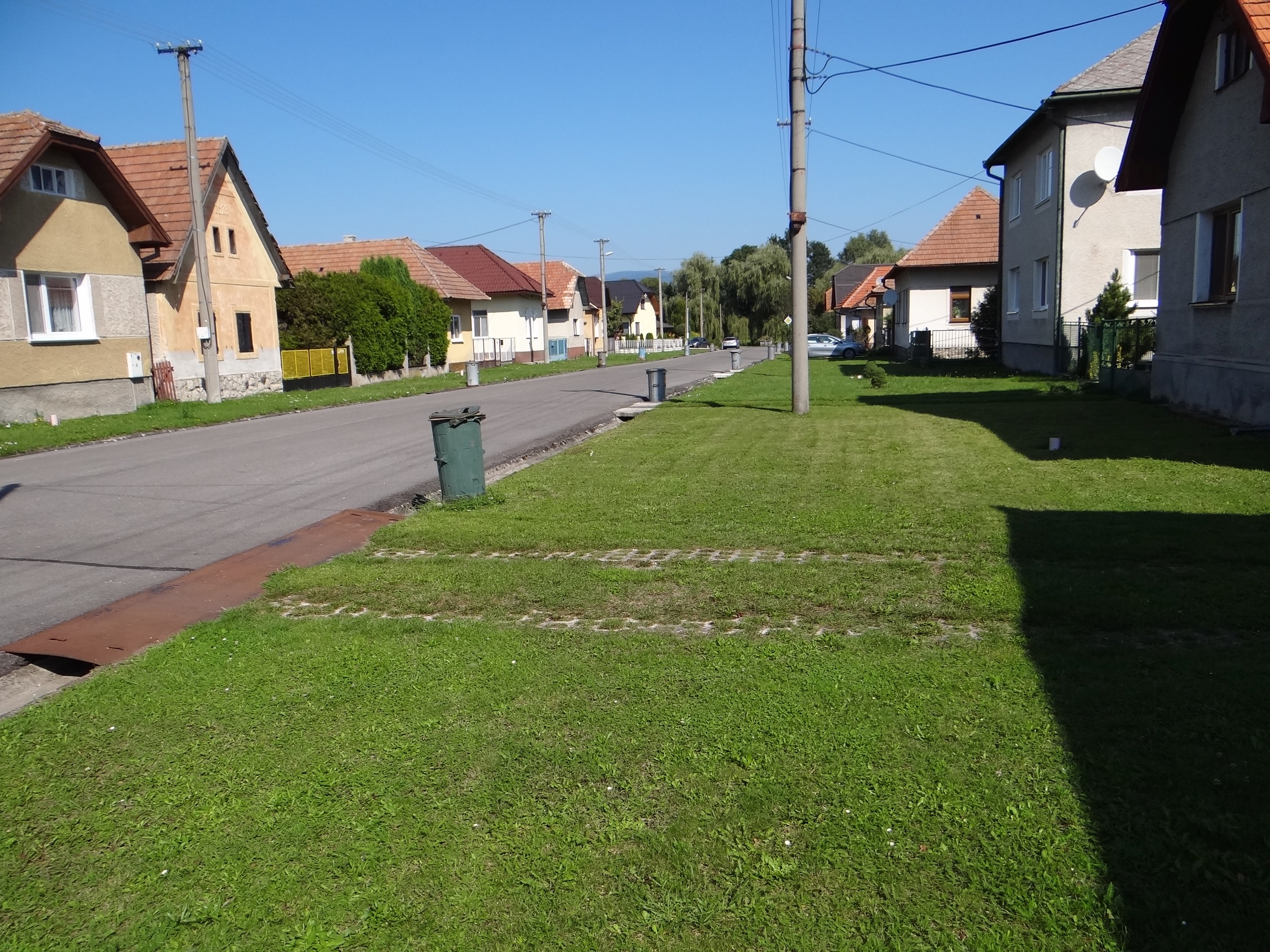